# Храмы Барнаула
Список храмов города Барнаула включает православные, католические и протестантские соборы, церкви, дома молитвы, а также синагоги, мечети и другие культовые здания, отсортированные по религиям и конфессиям. Жирным шрифтом выделены действующие храмы.

## Христианство

### Православие

#### Русская православная церковь
- Петропавловский собор (бывшая Соборная площадь), построен в 1774 году, разрушен в 1930-х годах.
- Одигитриевская церковь (начало пр. Ленина), построена в 1815 году, разрушена в 1930-х годах.
- Церковь Димитрия Ростовского (Демидовская площадь), построена в 1831 году, частично разрушена в 1930-х годах, с 1990-х годов находилась на реконструкции, восстановлена.
- Знаменский храм при Знаменском женском монастыре (ул. Большая Олонская, 24), построена в 1815 году, частично разрушена в 1930-х годах, в основном восстановлена.
- Храм Иоанна Предтечи (Нагорный парк), построен в 1857 году, разрушен в 1930-х годах. Воссоздан в 2014—2017 годах[1].
- Церковь Казанской Божьей матери при Казанском монастыре, построена в 1899 году, частично разрушена в 1930-х годах.
- Храм  Казанской иконы Божией Матери (Власиха), построен в 1901 году.
- Покровский кафедральный собор (ул. Никитина, 137), построен в 1904 году.

- Никольская церковь (пр. Ленина, 36), построена в 1906 году, полностью восстановлена к 2007 году.
- Крестовоздвиженская церковь (Сибирский проспект, 36), построена в 1908 году, в советские годы перестроена в планетарий.
- Троицкая церковь (ул. Аванесова, 102), построена в 1914 году, разрушена, на её месте в советские годы построен кинотеатр «Алтай», ныне здание также не существует.
- Богоявленская церковь Александро-Невского собора (ул. Антона Петрова, 221), построена в 1996 году.
- Храм Вознесения Господня (п. Научный Городок), построен в 1997 году.
- Храм первоверховных апостолов Петра и Павла (п. Южный, ул. Герцена, 1), построена в 1998 году.
- Церковь апостола Андрея Первозванного[2] (ул. Попова 14б), построена в 2000 году.

- Храм преподобного Серафима Саровского (перрон у здания старого ЖД-вокзала), построен в 2003 году.

- Часовня мученицы Татьяны (сквер АГТУ), построена в 2004 году.
- Храм равноапостольной княгини Ольги (ул. Паровозная, 58), переделан в 2008 году из кирпичного дома.
- Часовня князя Владимира (пл. Баварина), построена в 2005 году.

- Часовня Александра Невского (пр. Ленина), построена в 2006 году.
- Приписная часовня к Александро-Невскому храмовому комплексу во имя Св. Великомученика и Целителя Пантелеймона в здании Железнодорожной больницы ст. Барнаул
- Церковь преподобного Антония Киево-Печерского при ГУИН, (пр. Ленина), построена в 2006 году.
- Храм Иоанна Богослова (ул. Шумакова, 25а), построен в 2008 году.

#### Старообрядчество
- Храм Покрова Пресвятой Богородицы РПСЦ (ул. Георгия Исакова, 154), действует. Архитектура владимиро-суздальская [3].
- Церковь во имя Покрова Пресвятой Богородицы РПСЦ (ул. Партизанская, 192), на основе жилого дома, освящена в 1985 году [4].
- Храм во имя Воздвижения Креста Господня, конфискован в 1938 году, взорван в 1967 году[5].
- Храм иконы Казанской Божией Матери ДПЦ (ул. Чехова, 19), современное строение, переделанное из предоставленного в 1997 г. двухэтажного кирпичного купеческого дома.

### Армянская апостольская церковь
- Храм Святой Рипсимэ (ул. Попова), построен в 2007 году.

### Католицизм
- Костёл (пр. Ленина, 44), построен в 1910 году, частично разрушен и переоборудован в аптеку в 1936 году, принято решение о возвращении общине в 2017 году.

- Костёл Христа Царя Вселенной (ул. Матросова, 113), новый.

### Протестантизм

#### Лютеранство
- Евангелическо-лютеранская церковь Святого Павла (пр. Ленина, 16), построена в 1861 году, разрушена в 1970-х годах.

#### Баптизм
- Барнаульская центральная церковь евангельских христиан-баптистов РСЕХБ (пр-т Коммунаров, 173), построена в начале 1990-х годов.

- Дом молитвы церкви евангельских христиан-баптистов «Единство» РСЕХБ (ул. Энтузиастов, 71), строится.

- Дом молитвы евангельских христиан-баптистов МСЦ ЕХБ (ул. Энтузиастов, 8), построен в начале 1990-х годов.
- Церковь спасения евангельских христиан-баптистов (п. Южный).

#### Пятидесятничество
- Церковь евангельских христиан «Свет Пробуждения» РОСХВЕ (пр-т Коммунаров, 139), построена в 2007 году.

## Ислам
- Мечеть Барнаула (ул. Некрасова, 13), построена до революции, не возвращена верующим.

- Соборная мечеть Барнаула (ул. Матросова, 163), построена в 2001 и расширена в 2012 годах.

## Иудаизм
- Синагога Барнаула, построена в 1913 году, в 1930-е разрушена[6].